# Carl Kotterba
Carl Kotterba (též Karl Koterba) (4. října 1800, Těšín – 6. dubna 1859, Vídeň) byl český rytec.
Narodil se v Těšíně v rodině tesaře. Od roku 1816 působil ve Vídni, kde i zemřel. Ovládal tehdy relativně novou techniku ocelorytu.